# Jean-Philippe Patrice
Jean-Philippe Serge Pierre Patrice (* 12. März 1997 in Marseille) ist ein französischer Säbelfechter.

## Erfolge
Jean-Philippe Patrice sicherte sich bei den Europameisterschaften 2024 in Basel seine erste internationale Medaille, als er im Einzel den dritten Platz belegte. Er schied im Halbfinale gegen den späteren Gewinner Michele Gallo aus. Bei den Olympischen Spielen 2024 in Paris wurde Patrice für die Einzelkonkurrenz nicht nominiert und startete lediglich im Mannschaftswettbewerb. In diesem erreichte er gemeinsam mit Boladé Apithy, Maxime Pianfetti und seinem Bruder Sébastien Patrice das Halbfinale, nachdem in der ersten Runde Ägypten mit 45:41 besiegt wurde. Im Halbfinale unterlagen die Franzosen der Équipe Südkoreas mit 39:45, sodass sie gegen den Iran das abschließende Gefecht um Bronze bestritten. Dieses gewannen sie deutlich mit 45:25. Die Europameisterschaften 2025 in Genua beendete Patrice im Einzel erneut auf Rang drei. Diesmal scheiterte er im Halbfinale an Áron Szilágyi. Außerdem wurde er 2025 in Tiflis nach einer Finalniederlage gegen Sandro Basadse Zweiter und damit Vizeweltmeister.
Für seinen olympischen Medaillengewinn erhielt Patrice am 24. September 2024 das Ritterkreuz des Ordre national du Mérite.